# Manuel de Falla (métro de Madrid)
Manuel de Falla est une station de la ligne 10 du métro de Madrid. Elle est située sous la rue Manuel-de-Falla, à Alcobendas, dans la communauté de Madrid.

## Situation sur le réseau
Établie en souterrain, la station Manuel de Falla est située sur la ligne 10 du métro de Madrid, entre Baunatal et Marqués de la Valdavia.

## Histoire
La station ouvre au service commercial le 26 avril 2007, à l'occasion du prolongement de la ligne 10 du métro vers San Sebastián de los Reyes.